# 누들로드 (책)
《누들로드》는 방송공사(KBS)에서 제작 방송한 6부작 다큐멘터리 《인사이트 아시아 - 누들로드》의 기획 연출자인 이욱정 피디가 방송 내용과 함께 방송 제작과정을 엮은 책이다. 《누들로드》 제목과 함께'3천 년을 살아남은 기묘한 음식, 국수의 길을 따라가다'라는 부제가 붙어있다.